# Municipio de Xochitlán Todos Santos
El municipio de Xochitlán Todos Santos (del nahuatl: xochitl, tlán ‘flor, entre’‘Lugar entre las flores’) es uno de los 217 municipios que conforman al estado mexicano de Puebla. Fue fundado en 1895 y su cabecera es la ciudad de Xochitlán Todos Santos.

## Geografía
El municipio se encuentra a una altitud promedio de 1900 m s. n. m. y abarca un área de 163.72 km². Colinda al norte con los municipios de Tochtepec y Tecamachalco, al oeste con Huitziltepec y Molcaxac, al sur con el municipio de Juan N. Méndez y Tepexi de Rodríguez y al este con Yehualtepec y el municipio de Tlacotepec de Benito Juárez.

## Historia
Xochitlán fue fundada por grupos Olmecas Xicalancas que se establecieron en este lugar en la época prehispánica, dominada por Tepeaca, tributaria de México.
Perteneció al antiguo distrito de Tecamachalco y en 1895 se constituyó municipio libre. La cabecera municipal es el pueblo de Xochitlán Todos Santos.

## Demografía
De acuerdo al último censo, realizado por el INEGI en 2010, en el municipio hay una población total de 6049 habitantes, lo que le da una densidad de población aproximada de 37 habitantes por kilómetro cuadrado.

## Hidrografía
El municipio es recorrido por una serie de canales de riego que lo cruzan en dirección Noreste Sureste, por el canal lateral sur.Éstos son utilizados para la agricultura. Son administrados por el módulo de riego "Emiliano Zapata", su principal labor es verificar que los campesinos cumplan con las cuotas para poder hacer uso del agua necesaria para sus sembradíos, así como el mantenimiento periódico de los canales. 
Los arroyos bañan el municipio y han servido para establecer bordos pequeños (Jagüeyes) entre ellos se localizan en la región: "Jagüey Chiquito", "Jagüey El Arroyo", "Jagüey Los Santiagos", "Jagüey Plan Juárez" y "Jagüey Los Moros".
Para el suministro de agua potable el municipio cuenta con pozos propios, así como la presa “Cuesta del Toro”.

## Clima
El clima es templado subhúmedo con lluvias en verano; temperatura media anual entre 12 y 18 °C, precipitación del mes más seco menor de 40 milímetros; por ciento de precipitación invernal con respecto a la anual es menor de 5. Temperatura del mes más frío entre -3 y 18 °C. Se presenta en la mayor parte del municipio.

## Actividades económicas
En primer lugar se encuentra la agricultura, pues los pobladores se dedican en su mayoría a la siembra de maíz, frijol, alfalfa y sorgo. En segundo lugar nos encontramos con la ganadería, un mayor número de ganaderos se dedica a la crianza de ganado vacuno o bovino y de Ganado porcino. A diferencia de una minoría que se dedica a la crianza de Ganado ovino, Ganado caprino, Ganado equino, Avicultura y Apicultura.

## Transporte
Xochitlán está conectado por 3 carreteras: Xochitlán-Tecamachalco, Xochitlán-Tlacoptec de Benito Juárez y Xochitlán-Dolores Hidalgo.
En cuanto a transporte colectivo, el municipio cuenta con la Ruta 19 con destino a Tlacotepec y Tecamachalco. Para transporte interno se cuenta con un sitio de Taxis y dos sitios de Mototaxis.

## Arquitectura
Parroquia dedicada a la virgen de la Asunción data del siglo XVII
Hacienda de Aranzazú ubicada en la parte sur del poblado
Capilla de la Hacienda de San Jerónimo Álfaro fundada por los Jesuitas dedicada a Santa Rosalía, la fachada de cantera negra con imágenes de santos y ángeles. En la entrada principal se encuentra un túnel subterráneo hacia Tecamachalco, que fue utilizado por última vez en el periodo de la Revolución Mexicana .